# Струнний квартет
Струнний квартет — жанр академічної музики, твір для чотирьох смичкових інструментів (як правило, двох скрипок, альта й віолончелі), а також музичний колектив відповідного складу, що виконує такі твори. Струнний квартет — найпоширеніший[джерело?] різновид квартету, хоча користуються популярністю й деякі інші склади (фортепіанний квартет, квартет дерев'яних духових тощо).

## Історія форми
Форма струнного квартету кристалізувалася у творчості Йозефа Гайдна на основі популярних у другій половині XVIII століття жанрів камерної музики (дивертисмент, касація, серенада), що генетично походили від танцювальної сюїти. Гайдн кодифікував квартет як чотиричастинну п'єсу (до цього камерні ансамблі могли складатися з довільної кількості частин) і встановив композиційну послідовність, аналогічну структурі симфонії: швидка частина — повільна частина — менует — швидкий фінал.
Епоха віденської класики стала для квартету епохою розквіту, і слідом за Й. Гайдном величезний внесок у розвиток жанру внесли В. А. Моцарт і Л. Бетховен. Друга половина XIX століття ознаменувалася деяким спадом інтересу композиторів до квартетної форми, однак на рубежі XX століття цей інтерес відродився — зокрема, у творчості авторів Нововіденської школи, а також Д. Шостаковича.
Серед сучасних струнних гуртів найбільш знаковим можна вважати Кронос-квартет, створений у США у 1973 році. В Україні визнаним є Квартет імені Лисенка.

## Найвідоміші автори струнних квартетів

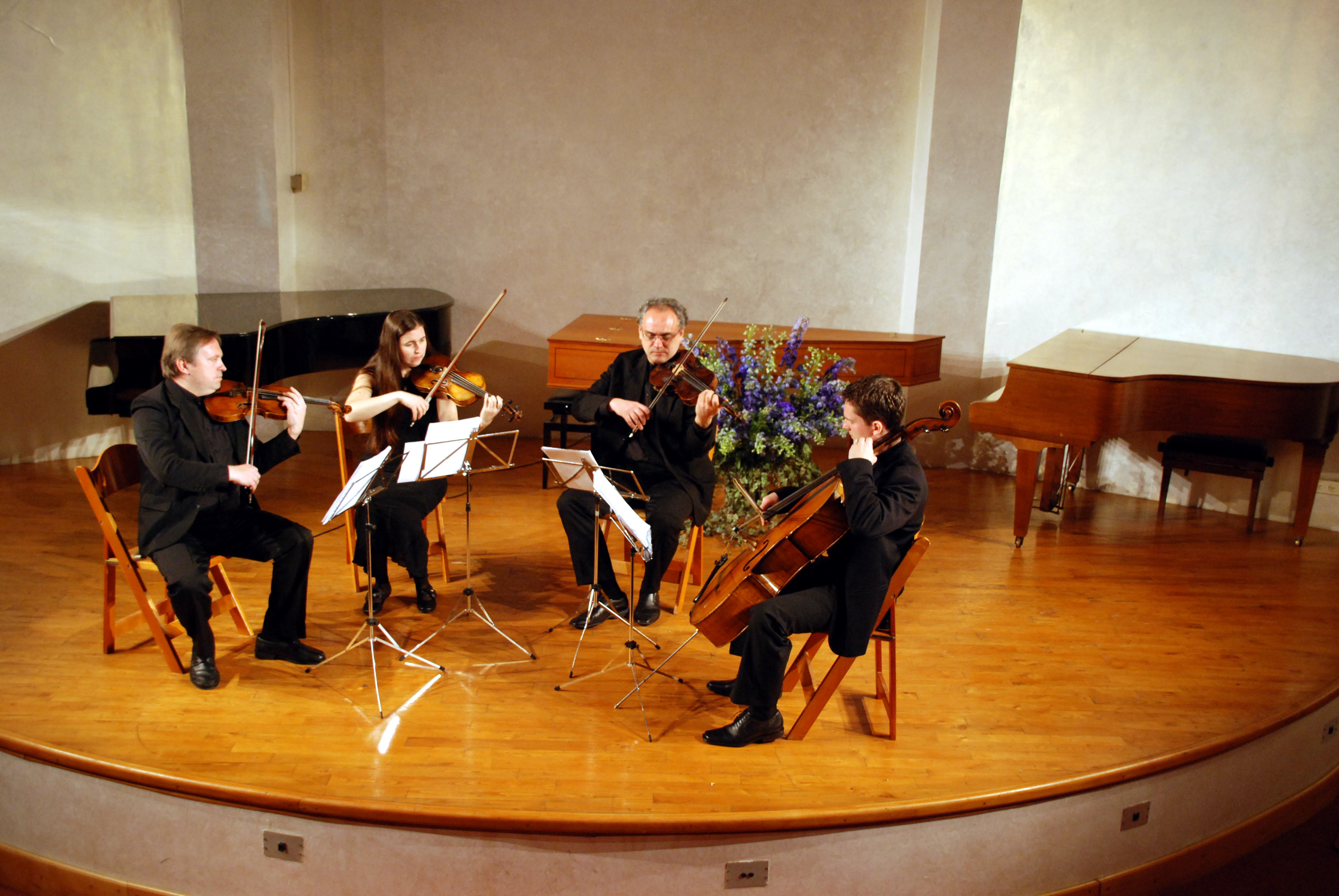
Струнний квартет. Зліва направо: 1-ша скрипка, 2-га скрипка, альт, віолончель.

- Й. Гайдн — 68 творів
- В. А. Моцарт — 23 твори, у тому числі 6 присвячені Гайдну (Op. 10)
- Л. Бетховен — 16 творів
- Ф. Шуберт — 15 творів, у тому числі Чотирнадцятий струнний квартет «Смерть і діва»
- Луїджі Боккеріні  97 творів
- Р. Шуман — 3 твори
- Антоніо Бадзіні — 6 творів
- Б. Сметана — квартет «З мого життя»
- Й. Брамс — 3 твори
- А. Дворжак
- П. І. Чайковський — 4 твори
- О. Бородін — 2 твори
- С. Танєєв — 9 т творів
- Ян Сібеліус — 4 твори
- К. Дебюссі — 1 твір
- Моріс Равель — 1 твір, а також струнні квартети в складі інших творів
- А. Шенберг — 4 твори
- Б. Барток — 6 творів
- Б. Мартіну — 7 творів
- М. Мясковський — 13 творів
- Леош Яначек — 2 твори
- С. Прокоф'єв — 2 твори
- А. Онеґґер — 3 твори
- Д. Шостакович — 15 творів
- Д. Мійо — 16 творів
- Е. Вілла-Лобос — 17 творів
- Б. Лятошинський — 4 твори
- Б. О. Чайковський — 6 творів
- А. Шнітке — 4 твори
- Л. Беріо — 4 твори
- В. Сильвестров — 3 твори